# Nyíregyházi járás
A Nyíregyházi járás Szabolcs-Szatmár-Bereg vármegyéhez tartozó járás Magyarországon, amely 2013-ban jött létre. Székhelye Nyíregyháza. Területe 809,61 km², népessége 166 684 fő, népsűrűsége pedig 206 fő/km² volt 2013. elején. 2013. július 15-én négy város (Nyíregyháza, Nyírtelek, Rakamaz és Újfehértó) és 11 község tartozott hozzá.
A Nyíregyházi járás a járások 1983. évi megszüntetése előtt is létezett, az 1950-es járásrendezés során hozták létre.

## Települései
| Település     | Rang (2013. július 15.)         | Közös hivatal | Kistérség (2013. január 1.) | Népesség (2013. január 1.) | Terület (km²) |
| ------------- | ------------------------------- | ------------- | --------------------------- | -------------------------- | ------------- |
| Nyíregyháza   | megyeszékhely megyei jogú város |               | Nyíregyházi                 | 118 185                    | 274,55        |
| Nyírtelek     | város                           |               | Nyíregyházi                 | 6 730                      | 67,92         |
| Rakamaz       | város                           | Rakamaz       | Tiszavasvári                | 4 512                      | 42,64         |
| Újfehértó     | város                           |               | Nagykállói                  | 12 979                     | 140,88        |
| Apagy         | község                          |               | Baktalórántházi             | 2 279                      | 32,04         |
| Kálmánháza    | község                          | Kálmánháza    | Nyíregyházi                 | 1 905                      | 37,24         |
| Kótaj         | község                          |               | Nyíregyházi                 | 4 496                      | 25,93         |
| Nagycserkesz  | község                          | Kálmánháza    | Nyíregyházi                 | 1 785                      | 41,48         |
| Napkor        | község                          |               | Nyíregyházi                 | 3 679                      | 37,35         |
| Nyírpazony    | község                          |               | Nyíregyházi                 | 3 403                      | 15,05         |
| Nyírtura      | község                          | Nyírtura      | Nyíregyházi                 | 1 774                      | 21,48         |
| Sényő         | község                          | Nyírtura      | Nyíregyházi                 | 1 414                      | 18,3          |
| Szabolcs      | község                          | Rakamaz       | Tiszavasvári                | 372                        | 5,88          |
| Timár         | község                          | Tiszanagyfalu | Tiszavasvári                | 1 345                      | 21,82         |
| Tiszanagyfalu | község                          | Tiszanagyfalu | Tiszavasvári                | 1 826                      | 27,05         |

## Története
A Nyíregyházi járás az 1950-es járásrendezés során jött létre 1950. június 1-jén.
Ezzel egyidejűleg a Dadai felső járás megszűnt és községeit az új járás kebelezte be.
Területe többször is megnövekedett, főképp szomszédos járások (Kemecsei, Baktalórántházi, Tiszalöki, Nagykállói) megszűnése folytán.
1984. január 1-jétől új közigazgatási beosztás lépett életbe, ezért 1983. december 31-én valamennyi járás megszűnt, így a Nyíregyházi is. Községei közül Tiszavasvári városi jogú nagyközségi rangot kapott, négy község a Tiszavasvári nagyközségkörnyékhez, a többi a Nyíregyházi városkörnyékhez került.

### Községei 1950 és 1983 között
Az alábbi táblázat felsorolja a Nyíregyházi járáshoz tartozott községeket, bemutatva, hogy mikor tartoztak ide, és hogy hova tartoztak megelőzően, illetve később.
| Község          | Mikortól           | Honnan                       | Meddig             | Hova                                      |
| --------------- | ------------------ | ---------------------------- | ------------------ | ----------------------------------------- |
| Apagy           | 1970. június 30.   | Baktalórántházi járásból     | 1983. december 31. | Nyíregyházi városkörnyékhez               |
| Baktalórántháza | 1970. június 30.   | Baktalórántházi járásból     | 1983. december 31. | Nyíregyházi városkörnyékhez               |
| Balsa           | 1950. június 1.    | Dadai felső járásból         | 1983. december 31. | Nyíregyházi városkörnyékhez               |
| Besenyőd        | 1970. június 30.   | Baktalórántházi járásból     | 1983. december 31. | Nyíregyházi városkörnyékhez               |
| Beszterec       | 1956. február 1.   | Kemecsei járásból            | 1983. december 31. | Nyíregyházi városkörnyékhez               |
| Biri            | 1978. december 31. | Nagykállói járásból          | 1983. december 31. | Nyíregyházi városkörnyékhez               |
| Bököny          | 1978. december 31. | Nagykállói járásból          | 1983. december 31. | Nyíregyházi városkörnyékhez               |
| Buj             | 1950. június 1.    | Dadai felső járásból         | 1983. december 31. | Nyíregyházi városkörnyékhez               |
| Demecser        | 1956. február 1.   | Kemecsei járásból            | 1983. december 31. | Nyíregyházi városkörnyékhez               |
| Érpatak         | 1978. december 31. | Nagykállói járásból          | 1983. december 31. | Nyíregyházi városkörnyékhez               |
| Gáva            | 1950. június 1.    | Dadai felső járásból         | 1971. április 24.  | Vencsellővel egyesült Gávavencsellő néven |
| Gávavencsellő   | 1971. április 25.  | Gáva és Vencsellő egyesülése | 1983. december 31. | Nyíregyházi városkörnyékhez               |
| Geszteréd       | 1978. december 31. | Nagykállói járásból          | 1983. december 31. | Nyíregyházi városkörnyékhez               |
| Ibrány          | 1950. június 1.    | Dadai felső járásból         | 1983. december 31. | Nyíregyházi városkörnyékhez               |
| Kálmánháza      | 1950. június 1.    | Nagykállói járásból          | 1983. december 31. | Nyíregyházi városkörnyékhez               |
| Kék             | 1956. február 1.   | Kemecsei járásból            | 1983. december 31. | Nyíregyházi városkörnyékhez               |
| Kemecse         | 1956. február 1.   | Kemecsei járásból            | 1983. december 31. | Nyíregyházi városkörnyékhez               |
| Kótaj           | 1950. június 1.    | Nyírbogdányi járásból        | 1983. december 31. | Nyíregyházi városkörnyékhez               |
| Levelek         | 1970. június 30.   | Baktalórántházi járásból     | 1983. december 31. | Nyíregyházi városkörnyékhez               |
| Magy            | 1970. június 30.   | Baktalórántházi járásból     | 1983. december 31. | Nyíregyházi városkörnyékhez               |
| Nagycserkesz    | 1952. január 1.    | Nyíregyháza területéből      | 1983. december 31. | Nyíregyházi városkörnyékhez               |
| Nagyhalász      | 1956. február 1.   | Kemecsei járásból            | 1983. december 31. | Nyíregyházi városkörnyékhez               |
| Nagykálló       | 1978. december 31. | Nagykállói járásból          | 1983. december 31. | Nyíregyházi városkörnyékhez               |
| Napkor          | 1950. június 1.    | Nagykállói járásból          | 1983. december 31. | Nyíregyházi városkörnyékhez               |
| Nyírbogdány     | 1956. február 1.   | Kemecsei járásból            | 1983. december 31. | Nyíregyházi városkörnyékhez               |
| Nyíribrony      | 1970. június 30.   | Baktalórántházi járásból     | 1983. december 31. | Nyíregyházi városkörnyékhez               |
| Nyírjákó        | 1970. június 30.   | Baktalórántházi járásból     | 1983. december 31. | Nyíregyházi városkörnyékhez               |
| Nyírkércs       | 1970. június 30.   | Baktalórántházi járásból     | 1983. december 31. | Nyíregyházi városkörnyékhez               |
| Nyírpazony      | 1950. június 1.    | Nyírbogdányi járásból        | 1983. december 31. | Nyíregyházi városkörnyékhez               |
| Nyírszőlős      | 1950. június 1.    | Nyírbogdányi járásból        | 1973. április 14.  | Nyíregyháza városhoz                      |
| Nyírtelek       | 1952. január 1.    | Nyíregyháza területéből      | 1983. december 31. | Nyíregyházi városkörnyékhez               |
| Nyírtét         | 1970. június 30.   | Baktalórántházi járásból     | 1983. december 31. | Nyíregyházi városkörnyékhez               |
| Nyírtura        | 1956. február 1.   | Kemecsei járásból            | 1983. december 31. | Nyíregyházi városkörnyékhez               |
| Oros            | 1950. június 1.    | Nyírbogdányi járásból        | 1978. december 30. | Nyíregyháza városhoz                      |
| Paszab          | 1950. június 1.    | Dadai felső járásból         | 1983. december 31. | Nyíregyházi városkörnyékhez               |
| Rakamaz         | 1950. június 1.    | Dadai felső járásból         | 1983. december 31. | Nyíregyházi városkörnyékhez               |
| Ramocsaháza     | 1970. június 30.   | Baktalórántházi járásból     | 1983. december 31. | Nyíregyházi városkörnyékhez               |
| Sényő           | 1956. február 1.   | Kemecsei járásból            | 1983. december 31. | Nyíregyházi városkörnyékhez               |
| Szabolcs        | 1950. június 1.    | Dadai felső járásból         | 1983. december 31. | Nyíregyházi városkörnyékhez               |
| Székely         | 1970. június 30.   | Baktalórántházi járásból     | 1983. december 31. | Nyíregyházi városkörnyékhez               |
| Timár           | 1950. június 1.    | Dadai felső járásból         | 1983. december 31. | Nyíregyházi városkörnyékhez               |
| Tiszabercel     | 1950. június 1.    | Dadai felső járásból         | 1983. december 31. | Nyíregyházi városkörnyékhez               |
| Tiszadada       | 1970. június 30.   | Tiszalöki járásból           | 1983. december 31. | Tiszavasvári nagyközségkörnyékhez         |
| Tiszadob        | 1970. június 30.   | Tiszalöki járásból           | 1983. december 31. | Tiszavasvári nagyközségkörnyékhez         |
| Tiszaeszlár     | 1970. június 30.   | Tiszalöki járásból           | 1983. december 31. | Tiszavasvári nagyközségkörnyékhez         |
| Tiszalök        | 1970. június 30.   | Tiszalöki járásból           | 1983. december 31. | Tiszavasvári nagyközségkörnyékhez         |
| Tiszanagyfalu   | 1950. június 1.    | Dadai felső járásból         | 1983. december 31. | Nyíregyházi városkörnyékhez               |
| Tiszarád        | 1956. február 1.   | Kemecsei járásból            | 1983. december 31. | Nyíregyházi városkörnyékhez               |
| Tiszatelek      | 1956. február 1.   | Kemecsei járásból            | 1983. december 31. | Nyíregyházi városkörnyékhez               |
| Tiszavasvári    | 1970. június 30.   | Tiszalöki járásból           | 1983. december 31. | Tiszavasvári nagyközségkörnyékhez         |
| Újfehértó       | 1950. június 1.    | Nagykállói járásból          | 1983. december 31. | Nyíregyházi városkörnyékhez               |
| Vasmegyer       | 1956. február 1.   | Kemecsei járásból            | 1983. december 31. | Nyíregyházi városkörnyékhez               |
| Vencsellő       | 1950. június 1.    | Dadai felső járásból         | 1971. április 24.  | Gávával egyesült Gávavencsellő néven      |

### Történeti adatai
Megszűnése előtt, 1983 végén területe 1777 km², népessége pedig mintegy 160 ezer fő volt, ezzel az ország járásai közül népességét tekintve az első, területét tekintve pedig a harmadik volt.